# Madonna di Santa Margherita
La Madonna di Santa Margherita è un dipinto a olio su tavola (204x149 cm) del Parmigianino, databile al 1529-1530 e conservato nella Pinacoteca Nazionale di Bologna. 

## Storia
Opera fondamentale del periodo bolognese dell'artista (1527-1530), venne dipinta per le monache del convento di Santa Margherita. Tenuto in alta considerazione dal Lamo (1560) e dallo Zanti (1583), che lo giudicò "cosa fra le rare stimata rarissima", fu ricordato nel 1686 dal Malvasia come commissionato dalla famiglia Giusti, una svista dovuta al fatto che la cappella in cui si trovava, dal 27 agosto 1529, era di proprietà di quella famiglia. In realtà le monache, dopo averla fatta dipingere, l'avevano permutata (8 aprile 1530), assieme una somma di denaro di centocinquantamila lire, per l'acquisto di una casa confinante al loro convento di Giovanni Maria Giusti, in modo che il nobiluomo potesse decorarci la sua cappella appena finita di costruire nella chiesa del convento. 
Scaramuccia, nel 1674, scrisse come l'opera fosse tra le preferite di Guido Reni, e padre Ireneo Affò la definì "bellissima sopra tutti" (1784).

## Descrizione e stile
Come ricorda Vasari, l'opera mostra "Nostra Donna, santa Margherita d'Antiochia, san Petronio, san Girolamo e san Michele". Da Affò in poi c'è anche ritiene Michele un angelo, opinione oggi minoritaria presso la critica, ma ancora avvalorata. In effetti il santo posto al centro, che chiama in causa lo spettatore guardandolo negli occhi, non ha, a parte le ali piumate, i tradizionali attributi né della spada né dell'armatura o la bilancia, ma un piccolo crocifisso tra le mani, che si trova vicino a quello più grande e con Gesù crocifisso rilievo di san Girolamo, posto all'estrema destra con un ampio mantello rosso retto dalle braccia incrociate. Nelle dita della sua mano sinistra si notano anche le corde rosse del cappello cardinalizio, suo tradizionale attributo mai più indossato dopo la scelta eremitica.

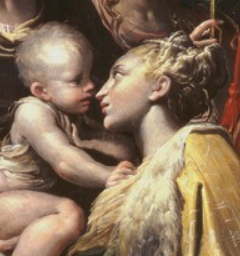
Dettaglio

Il centro del dipinto è occupato dalla Madonna col Bambino che, volgendosi verso sinistra al vescovo Petronio, protettore di Bologna, porge verso l'altro lato il Bambino che fissa con intensità la protagonista, Margherita, la quale ricambia lo sguardo intenso avvicinadogli il volto e solleticandogli il mento, mentre con l'altra mano si appoggia con familiarità al ginocchio di Maria. Essa, che indossa un mantello con ricami dorati e fodera di pelliccia, è riconoscibile inequivocabilmente dal mostro che le sta vicino, in basso a destra. La figura mostruosa, in penombra, spalanca le fauci mostrando la lingua arricciata e la poderosa dentatura, ma nessuno lo considera, confinato a un ruolo semplicemente iconografico, per identificare la santa. L'iconografia ricalca quella del matrimonio mistico di santa Caterina d'Alessandria, e non è improbabile che sia una risposta a distanza alla Madonna di San Girolamo del Correggio, allontanadosi il più possibile dalla sua eleganza levigata e soffice: estremamente simili sono le due sante protagoniste, nella posa e nell'attitudine di familiare intimità col Bambino. Non è escluso dopotutto che Parmigianino stesso l'avesse vista di persona sull'altare Bergonzi della chiesa di Sant'Antonio a Parma in occasione di qualche breve rientro in famiglia.

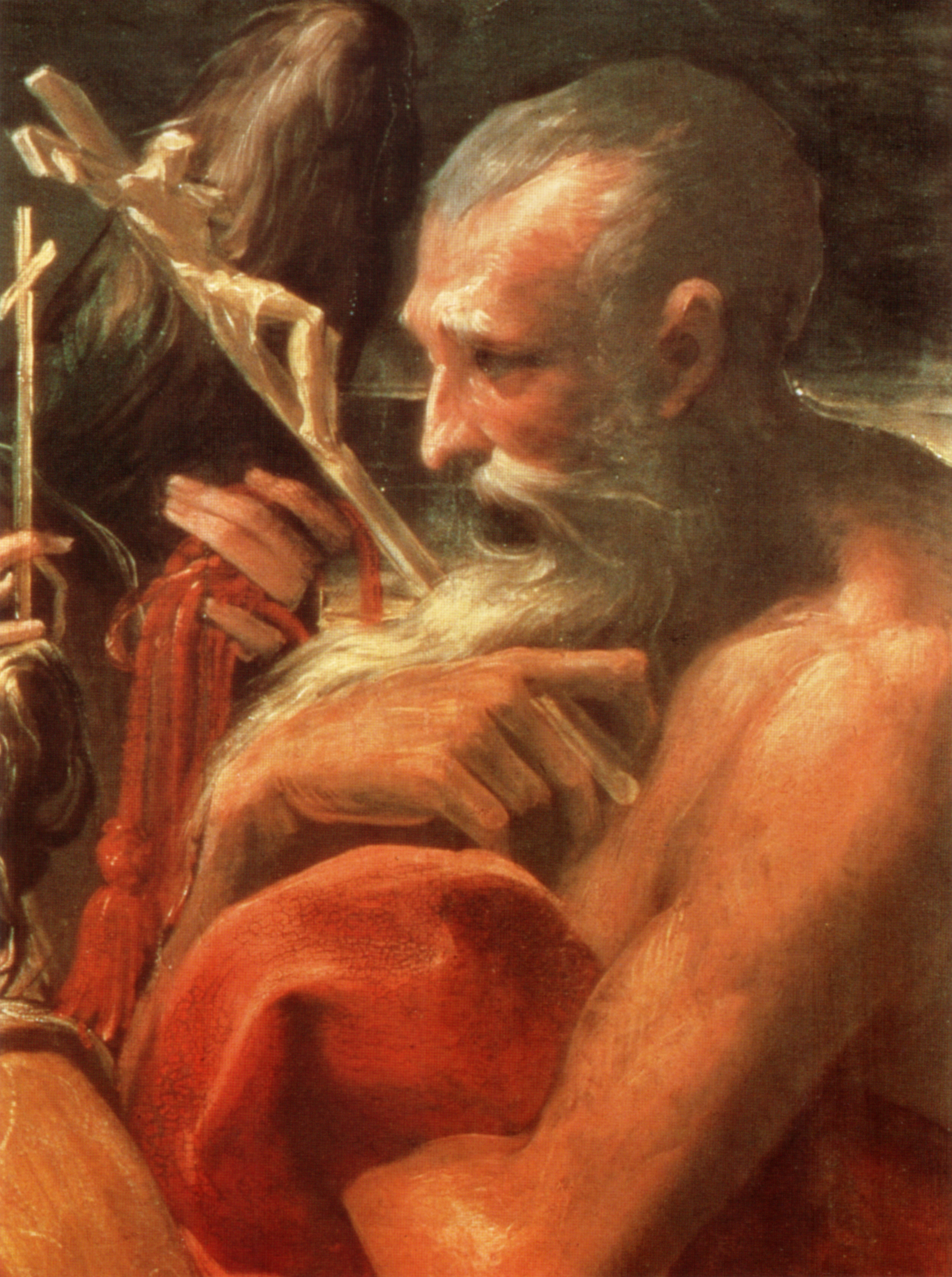
Dettaglio

Per quanto riguarda Petronio un'altra interpretazione vede nel vescovo san Benedetto: si tratterebbe di un'iconografia più rara (il santo è rappresentato di solito con l'abito benedettino), anche se è suffragata dalla citazione esplicita nel contratto di vendita della pala dell'8 aprile 1530 e nei resoconti dell'Affò. Lo sfondo è un cielo pumbleo e un vecchio albero fronzuto.
Il dipinto è espressione di "rarefatta eleganza formale, dove anche i sentimenti appaiono, si può dire, distillati e sospesi in un'atmosfera fredda e irreale di notturno incipiente rischiarato dalla luce lunare: dall'assorta assenza della Vergine e dei due santi, all'estenuata dolcezza di quell'attrazione di sguardi fra il Bambino e la santa Margherita, sino al lieve sorriso ambiguo dell'angelo" (Rossi).
Le figure allungate ed estremamente eleganti hanno una varietà di pose, gesti e sguardi che generano un moto circolare per l'occhio dello spettatore, incitato da linee di forza a spostarsi da un capo all'altro della pala, secondo una tecnica già usata da Correggio. Il segno è veloce, con tocchi rapidi che restano visibili e danno alla pittura un effetto vibrante di estrema modernità. I toni scarlatti "da sottobosco" vennero presi ad esempio da tutta una generazione successiva di pittori bolognesi.